# Dorothy Masuka
Dorothy Masuka (Bulawayo, 3 settembre 1935 – Johannesburg, 23 febbraio 2019) è stata una cantante e compositrice sudafricana nata in Zimbabwe.

## Biografia
Dorothy Masuka nacque a Bulawayo, Rhodesia (ora Zimbabwe), nel 1935, da padre originario dello Zambia e madre originaria del Natal. Nel 1947, all'età di 12 anni, si trasferì in Sudafrica e fu iscritta alla St. Thomas Convent School di Johannesburg. Si unì al coro della scuola, dove il suo talento musicale fu immediatamente notato e dove compose, negli anni dell'adolescenza, oltre 30 brani.
Nel 1961 viaggiò in Malawi e in Tanzania e grazie al suo talento musicale divenne la paladina della causa dell'indipendenza in Africa. In seguito ritornò nello Zimbabwe, ma fu costretta ad allontanarsi dal paese a causa della sua ideologia in campo politico; visse perciò per oltre 16 anni, fino al 1981, in Zambia, dove lavorò come hostess per una compagnia aerea. Negli anni in cui visse in Zambia, Dorothy Masuka lasciò la musica in secondo piano; Nel 1994, anno in cui venne eletto Presidente del Sudafrica Nelson Mandela, ella si ristabilì definitivamente nel paese, dove visse fino al 2019, anno in cui morì a causa di un ictus.

## Carriera musicale
La musica di Masuka fu popolare in Sudafrica per tutti gli anni '50, ma quando i suoi testi cominciarono a trattare temi sensibili alla politica locale, il governo iniziò a metterla in discussione. La sua canzone Dr. Malan, che menziona "leggi difficili", fu bandita, e nel 1961 l'artista incise una canzone per Patrice Lumumba, che la portò all'esilio.
Nell'agosto 2011, Dorothy Masuka e Mfundi Vundla, creatore della popolare soap opera sudafricana Generations, confermarono l'intenzione di realizzare un film sulla vita di Masuka incentrato sugli anni dal 1952 al 1957.
Il 27 aprile 2017 Dorothy Masuka partecipò al concerto "The Jazz Epistole con Abdullah Ibrahim & Ekaya", presso il Town Hall a New York, aprendo lo spettacolo.

## Curiosità
Il 13 agosto 2024, l'Unione Astronomica Internazionale ha intitolato alla cantante sudafricana uno dei crateri del pianeta Mercurio, il cratere Masuka.

## Discografia

### Album in studio
- 1981 - Dorothy Masuka And Job's Combination - Ingalo
- 1991 - Pata Pata
- 2001 - Mzilikazi
- 2003 - Lendaba (This Matter)
- 2018 - Nginje

### Raccolte
- 1993 - Hamba Notsokolo And Other Original Hits From The 50's
- 2002 - The Definitive Collection
- 2011 - The Two On One Collection

### Album dal vivo
- 2010 - Live At The Mandela Theatre